# 博士

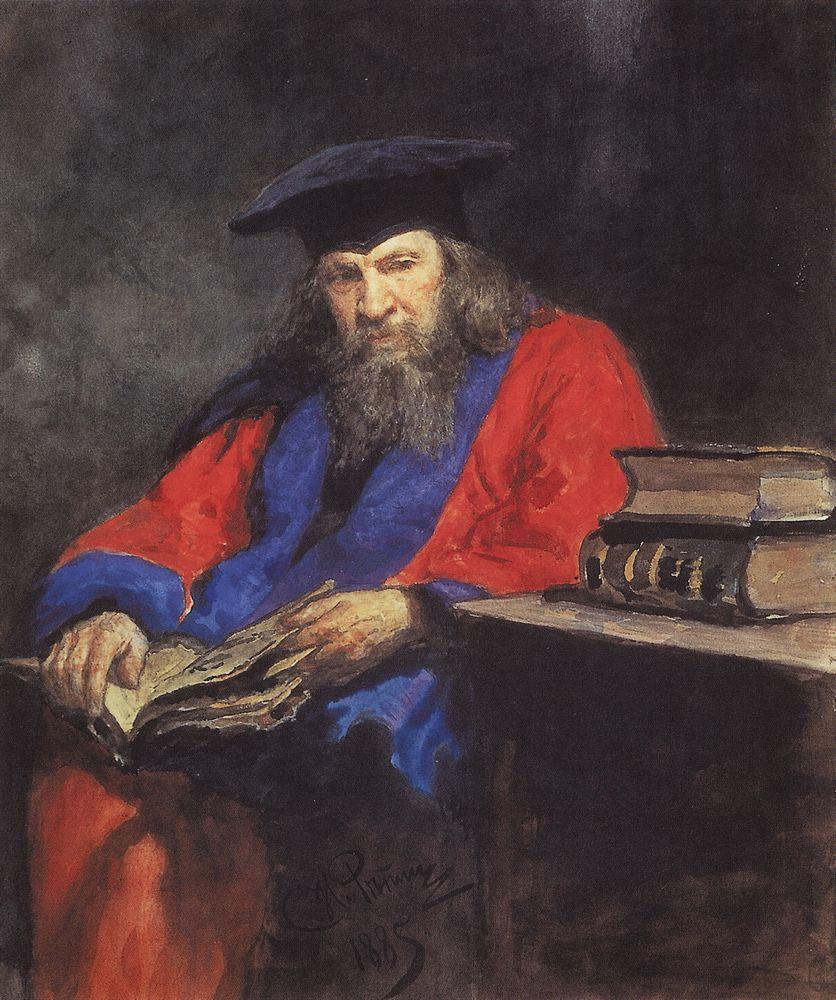
身著愛丁堡大學教授袍的德米特里·伊万诺维奇·门捷列夫

博士（英語：Doctorate）是教育機構授予的最高一級學位，如某科系哲學博士、理學博士、文學博士、教育博士、工商管理博士、醫學博士。日常生活中博士學位會與姓氏相結合而被稱為某博士，而博士的英文和「醫生」一樣是「Doctor」。如期望在大學獲得教職，或進入研究機構工作，獲得博士學位為基本要求。博士論文必須包含該領域創新又有深度的內容，並通過同行學者審查方能取得博士學位；然而，法律博士雖稱作「博士」，這不是一般所指的學術型「博士學位」，与法学博士有本质不同，在美國與PhD博士學位具備同等地位（部分國家則視為類碩士學位）。
中文「博士」一詞，源自中国古代的同名官職，指专门精通某一门学问或传授经学的官名（例如漢武帝時的五经博士）。後來此一詞彙亦衍生為可指涉對特定的某一種專門職業精通的人，比如“茶博士”、“酒博士”等，類似近代對於服務業跟製造業師傅的稱呼。

## 歐美名稱差異
英格蘭牛津大學、約克大學及索塞克斯大學、蘇格蘭聖安德魯大學及一部份歐洲地區之哲學博士簡稱為“DPhil”，而非北美及一般英聯邦學校常用的“PhD”。

## 中文名稱的起源與演變

### 古代官職名
“博士”最早是指一種官名，史載，秦朝有“博士”70人（诸子、诗赋等博士），掌管全國古今史事以及書籍典章
漢朝設立了五经博士，對精通《易經》、《書經》、《詩經》、《禮經》、《春秋經》五經中的每一項都設置一個博士官，“五经博士”的職責主要是傳授這五部經學。
明清时，仍然设有此官职，只是稍有不同。宋濂《送东阳马生序》中说：“有司业、博士为之师。”

### 專門職業精通人士
到了唐朝，人們把對特定的某一種專門職業精通的人稱之為“博士”，比如：“太学博士”、“太医博士”（医学博士）、“律学博士”、“算學博士”等等。
唐朝人称陆羽为“茶博士”，后来对卖茶的伙计就称为茶博士。
宋朝時期，“博士”也用來指服務業中專精某種技藝的服務員，比如“茶博士”、“酒博士”、“磨博士”等。
明朝黄省曾《吴风录》上说：「至今称呼椎油作面佣夫皆为博士」。

### 現代最高等學位
現代人們所說的“博士”，指学位中最高的一級。現代學位體系是從學士、碩士、博士，從初而高。
此外，還有“博士後研究員”，但是這職位的擔任是必先擁有博士資格，所以一般不會有另外的獨立稱謂。
在現實生活中，人們常常把一些正在攻讀博士學位的「博士班研究生」稱為“博士生”“Candidate”。
在美國，攻讀本專業的博士後，可能會被授予“Ph.D.”，直譯為“哲學博士”（概略意思為有邏輯學術分析能力的最高學位）。